# Ermanno Frattini
Ermanno Frattini Gobbi (Belforte, 4 marzo 1916 – Scardovari, 3 settembre 1960) è stato un calciatore italiano, di ruolo ala.

## Carriera
Per un ventennio, dai primi anni "trenta" alla soglia dei "cinquanta", Ermanno gioca ala nella squadra virgiliana, 260 partite di campionato con 71 reti realizzate. Unica parentesi la stagione 1937-1938 giocata a Cosenza dove era stato ceduto insieme a Walter Corsanini.
Ha giocato molte stagioni in Serie C, e sul finale di carriera, nel primo dopoguerra, ha disputato col Mantova tre stagioni in Serie B, collezionando 61 presenze e 11 reti. Nella stagione 1953-1954 ha allenato la formazione lombarda nelle ultime dieci partite di campionato.

## Curiosità
Ermanno è stato il più giovane esordiente in prima squadra della storia virgiliana, a soli quindici anni, nella stagione 1930-1931 in Prima Divisione, anche se sarebbe diventato titolare soltanto alcune stagioni dopo.